# План Шлиффена
План Шли́ффена — стратегический план военного командования Германской империи. Назван по имени начальника немецкого Генерального штаба генерала Альфреда фон Шлиффена, под руководством которого план был разработан к 1905 году. В узком смысле слова планом Шлиффена называют написанный Шлиффеном и датированный декабрём 1905 года меморандум о войне с Францией.
После отставки Шлиффена план был модифицирован с участием генерала фон Мольтке.

## Цель плана Шлиффена
Со времён Отто фон Бисмарка одержать победу в войне на два фронта — с Францией и Россией — считалось не только невозможным, но и признавалось военным самоубийством для Пруссии как империи — объединительницы германских государств.
Тем не менее, с 1879 года Прусский Генеральный штаб стал разрабатывать план, позволивший бы Двойственному союзу успешно воевать на два фронта. Первая редакция плана была готова к 1905 году.
Главная цель Плана Шлиффена заключалась в том, чтобы, используя разницу во времени, необходимую для полной мобилизации, между Францией и Россией, которая оценивалась приблизительно в 2 месяца, применить принцип одновременной войны только с одним противником, разбив и принудив к капитуляции сначала Францию, а затем уже Россию.
В модифицированном варианте план предполагал достижение победы над Францией в течение первого месяца Первой мировой войны. Однако ряд совместных контрмер стран Антанты, включая не предусмотренную планом контратаку Франции в битве на Марне, «бег к морю», а также наступление русской армии в Восточной Пруссии, сорвали выполнение плана Шлиффена, в результате чего стороны перешли к позиционной войне, затянувшейся на несколько лет.
Оценки плана Шлиффена до сих пор являются предметом споров гражданских и военных историков. В частности, Т. Цубер утверждает, что в 1914 году немецкое наступление происходило не в соответствии с каким-либо планом, разработанным Шлиффеном, что Шлиффен предполагал использовать железнодорожный манёвр для нанесения внезапных контрударов с целью окружения и уничтожения крупных сил противника на своей территории или поблизости от неё, без глубоких вторжений на вражескую территорию, что целью меморандума Шлиффена, датированного декабрём 1905 года, было не разработать новую схему маневрирования, а вновь обратить внимание на неспособность Германии полностью задействовать человеческие ресурсы в войне.

## План, 1905 год
После Франко-прусской войны в 1870 году французская провинция Эльзас-Лотарингия, в которой проживали немцы и французы, стала частью Германской империи. Жаждущая реванша Третья французская республика поклялась возвратить себе территории, которыми Франция владела более двухсот лет. Гегемония Франции в Европе была нивелирована и её позиции были сильно поколеблены, но после прихода молодого Вильгельма II на германский трон в 1888 году, а также постепенного отдаления Германии от Российской империи и Британии у германского руководства стали расти опасения возможной войны на оба фронта в самой недалёкой перспективе.
Франция рассматривалась немцами как страна, представляющая постоянную угрозу. В то же время, на востоке находились необъятные территории Российской империи, война с которой могла бы быть крайне тяжёлой, особенно если русскому императору удалось мобилизовать население дальних губерний своей империи. После подписания в 1904 году англо-французского соглашения (Entente cordiale) кайзер Вильгельм попросил Альфреда фон Шлиффена разработать такой план, который бы позволил Германии вести войну на двух фронтах одновременно, и в декабре 1905 года фон Шлиффен приступил к работе.
В основе плана лежала идея быстрого захвата Франции. План отводил 39 дней на то, чтобы захватить Париж, и 42 дня для окончательного принуждения Франции к безоговорочной капитуляции. По расчётам фон Шлиффена, этого времени должно было хватить, чтобы не дать вооружённым силам Российской империи полностью мобилизоваться и напасть на Восточную Пруссию. План был основан на возможности Германии захватить Францию настолько быстро, чтобы у противника не было времени на мобилизацию войск, а затем был предусмотрен разворот войск в сторону России.
В планы Германии также входил захват таких нейтральных стран, как Люксембург, Бельгия и Нидерланды.
Долгое время войскам Германии не удавалось взять Париж (в 1870 году осада Парижа длилась около 6 месяцев, в отличие от запланированных 39 дней, но всё же после долгих боёв они прошли через западную часть города). Суть плана заключалась не в том, чтобы захватывать города и торговые центры страны, а в том, чтобы заставить французскую армию сдаться и захватить как можно больше воинов в плен, то есть повторить ход Франко-прусской войны.
Но некоторые детали, которые впоследствии привели к краху плана фон Шлиффена, были незаметны для немецкого командования: и Шлиффен, и исполнитель плана — Гельмут фон Мольтке Младший — были соблазнены возможностью обложить французскую армию с двух сторон. Вдохновением в который раз послужила история, а именно сокрушительное поражение армии Древнего Рима в битве при Каннах в 216 году до н. э., и именно эту битву очень дотошно изучил Шлиффен. В сущности, его план был довольно большим переосмыслением плана Ганнибала.
Ожидалось, что мобилизация русской армии пройдет очень медленно из-за плохой организации и слабого развития железнодорожной сети России. После скорой победы над Францией Германия намеревалась сосредоточить свои силы на Восточном фронте. План состоял в том, чтобы оставить 9 % армии во Франции, а остальные 91 % направить против Российской империи. Кайзер Вильгельм II выразился так:

Обед у нас будет в Париже, а ужин в Санкт-Петербурге…

## Изменения плана, 1906 год
После ухода Шлиффена в отставку в 1906 году Гельмут фон Мольтке (младший) стал начальником генерального штаба Второго Рейха. Некоторые его взгляды не совпадали с первоначальной редакцией плана Шлиффена, казавшегося ему чрезмерно рискованным. План разрабатывался в 1905 году, и из-за кажущихся просчётов Шлиффена часть генералитета не хотела действовать по этому плану. По этой причине Мольтке (младший) взялся за переработку плана. Он решил перегруппировать войска, перебросив значительную часть армии из Франции в сторону российских границ и усилив левый фланг германской армии на западном стратегическом направлении. Также отличием от первоначального плана было решение Мольтке не направлять войска через Нидерланды. Именно это его решение является наиболее обсуждаемым в среде хронистов. Тёрнер в 1970 описал это изменение так:

Это было значительное изменение в план Шлиффена, которое, наверное, обрекло Германскую кампанию на Западном фронте на поражение ещё до того, как эта кампания началась.
Оригинальный текст (англ.)" А substantial modification in the Schlieffen Plan and one which probably doomed the German campaign in the west before it was ever launched".

Тёрнер обосновывал это тем, что у Германии и так не оставалось сил для быстрого захвата Франции, и из-за этого Германия сразу ввязывалась в войну на двух фронтах.
В самом начале войны, следуя директивам Плана XVII, Франция начала мобилизацию, а позже и переброску своей армии к границе с Германией с целью вернуть контроль над провинцией Эльзас-Лотарингия. Эти действия как раз вписывались в идею Шлиффена о двойном окружении французской армии. Но из-за решения Мольтке о переброске войск к России, чтобы не дать русским захватить Восточную Пруссию, план был сорван.

## Старт плана и последующие провалы

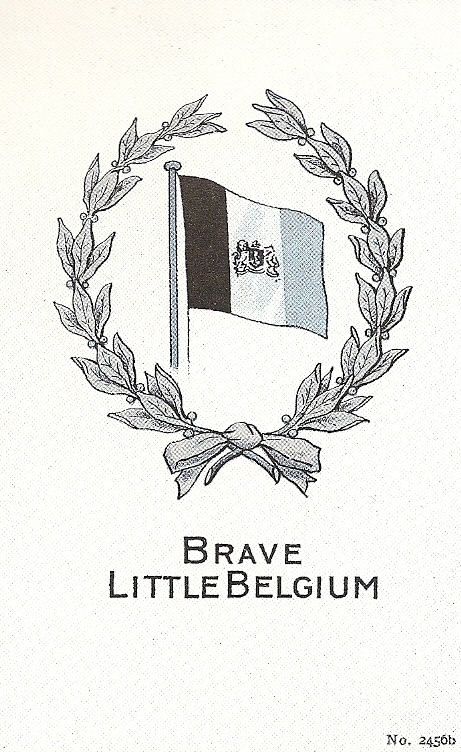
Британская открытка, поддерживающая стремление Бельгии к сохранению суверенитета

- Отказ Италии от вступления в войну: Вступление в войну Италии, партнёра Германии по Тройственному союзу, было необходимым условием для успеха плана. Во-первых, итальянская армия, выдвинутая на границу с Францией, должна была отвлечь на себя значительную часть французских войск. Во-вторых, итальянский флот, объединённый с австрийским, представлял бы серьёзную угрозу коммуникациям Антанты в Средиземном море. Это вынудило бы англичан держать там крупные силы флота, что в итоге привело бы к утрате ими превосходства на море. В реальности же и германский, и австрийский флоты оказались практически заперты в своих базах.

- Сопротивление Бельгии: Несмотря на то, что армия Бельгии составляла всего десятую часть от армии Германии, бельгийские солдаты держали оборону страны около месяца. Для уничтожения бельгийских крепостей в Льеже, Намюре и Антверпене, немцы применили исполинскую пушку «Большая Берта», но бельгийцы не сдавались, создав угрозу срыва планов армейского командования Германии. Кроме того нападение Германии на нейтральную Бельгию заставило многие нейтральные страны пересмотреть свои взгляды относительно Германии и кайзера Вильгельма.

- Мобилизация Российской армии: Мобилизация России проходила быстрее чем рассчитывали немецкие теоретики, а вторжение русских войск в Восточную Пруссию полностью обескуражило германское командование. Эти события заставили командование перебросить ещё больше войск на восточный фронт. Это привело к обратным результатам: после победы в битве при Танненберге в начале сентября 1914 года немецкая армия на Западном фронте не одержала победу ни в одном стратегически важном сражении.

- Ускоренная подготовка оборонительной группировки Франции: В связи с некоторой заминкой немцев в войне с британцами и Бельгией, Франция смогла перебросить более чем достаточное количество войск к своим границам. Немцы сильно недооценили возможности Франции в плане массовой переброски войск, и это привело к значительным задержкам в продвижении вглубь Франции. Французы перебрасывали войска любыми способами, в битве на Марне использовали даже парижские такси. С приближением кайзеровской армии к французской границе, Франция уже была готова к военным действиям.

- Эффект исторического недопонимания возможностей новейших вооружений в техническую эру: Скорострельность винтовок нового образца, повсеместное внедрение пулемётов в стрелковых частях и вместе с тем «привязанность» наступающих к железным и шоссейным дорогам (снабжение и передислокация) привело в 1914 году к тому, что обороняющиеся получали преимущество перед наступающим противником. Этот военно-технологический тупик был преодолён только с внедрением в военную практику бронированного, вооружённого пушкой и пулемётами, мобильного танка-вездехода в конце войны, окончательно сделавшего следующую войну — «войной моторов» и серией «блицкригов».